# N549 (België)
De N549 is een korte gewestweg in België tussen Boussu (N51) en de Franse grens bij Erquennes waar de weg overgaat in de D305. De weg heeft een lengte van ongeveer 9 kilometer.
De gehele weg bestaat uit twee rijstroken voor beide rijrichtingen samen.

## Plaatsen langs N549
- Boussu
- Boussu-Bois
- Dour
- Athis
- Erquennes